# De Witte van Sichem

De Witte Van Sichem est un film dramatique belge réalisé par Robbe De Hert et sorti en de 1980.
Il s'agit d'une reprise de Filasse, le film réalisé par Jan Vanderheyden et sorti en 1934, lui-même adaptation cinématographique du roman d'Ernest Claes, De Witte (nl).
Le film est onzième dans le classement des films belges ayant fait le plus d'entrées payantes.

## Synopsis
Dans les années 1900, le jeune Lewie Verheyden, âgé de 13 ans, que tout le monde surnomme Witte (filasse), en raison de ses cheveux blonds décolorés, est le troisième et derniers fils d'une famille pauvre d'ouvriers agricoles qui habitent à Sichem, une bourgade des Flandres. Sa vie n'est pas facile, le père est violent et Witte est le souffre-douleur de la famille. Doué d'un caractère frondeur et turbulent, le garçon se met lui-même dans des situations conflictuelles avec son entourage en faisant des farces et des tours pendables.
Bien que doté d'une intelligence et d'une curiosité en éveil, il n'est pas un très bon élève et son père le presse pour entrer dans le monde du travail, ce qui ne va pas sans poser des problèmes de discipline chez le propriétaire terrien tyrannique où il passe ses jours de congés scolaires. Rejeté par tous et incompris, il songe au suicide.

## Fiche technique
- Titre : De Witte van Sichem
- Scénario : Robbe De Hert
- Producteurs : Henk Van Soom, Roland Verhavert
- Scénario : Fernand Auwera, Ernest Claes
- Musique : Jürgen Knieper
- Montage : Ton de Graaff
- Première : 25 mars 1980
- Genre	: drame
- Durée : 108 minutes
- Langue : néerlandais
- Pays de production :  Belgique

## Distribution
- Eric Clerckx : Louis Verheyden / De Witte
- Willy Vandermeulen : le père de De Witte
- Blanka Heirman : la mère de De Witte
- Paul S Jongers : le paysan Coene
- Jos Verbist : Heinke, son frère
- Rafaël Troch : Nis, son frère
- Magda De Winter : Liza, la fille de Coene
- Luc Philips : le curé Munte
- Martha Dewachter : Rozalien
- Paul-Emile Van Royen : le professeur
- Bert Struys : Wannes Raps
- Robert Lussac : Bob Storm
- Bob Van Der Veken : Mon
- Gaston Berghmans : Nand
- Chris Cauwenberghs : Koster
- Reinhilde Decleir : gitane
- Yvonne Verbeeck : femme de chambre

## Autour du film
- Réalisé par un cinéaste engagé politiquement à gauche, le scénario comporte un volet contestataire, dénonçant l'exploitation des ouvriers agricoles par les possédants et le rôle politique réactionnaire de l'Église[2].
- La reconstitution de la vie paysanne est soignée et des compositions reprennent volontairement des images picturales comme L'Angélus de Millet.